# ОШ „Стеван Синђелић” Војска
Основна школа „Стеван Синђелић“ је основна школа у Војски. Школа данас броји око 90 ученика. Настава се одвија у 4 издвојених одељења у селима Мачевац, Бресје, Радошин и матичној школи у Војски.
Многобројним инвестирањем од стране министарства, општине, месних заједница и родитеља, омогућено је да школа буде савремено опремљена и уређена и да услови за учење и рад буду бољи.
Захваљујући добрим условима и наставном кадру, ученици постижу запажене резултате на разним такмичењима на свим нивоима. У школи се реализују, поред наставних активности, многобројне ваннаставне активности у којима учешће поред ученика и наставног особља узимају и родитељи.
Дан школе је 31. маја, када се реализују бројне активности. 